# Peter Mitchell (biochemicus)
Peter Dennis Mitchell (Mitcham (Surrey), 29 september 1920 – Bodmin (Cornwall), 10 april 1992) was een Britse biochemicus die in 1978 de Nobelprijs voor Scheikunde ontving voor zijn bijdragen aan het begrip van de biologische energieoverdracht door zijn formulering van de chemiosmotische theorie.

## Biografie
Mitchell was een zoon van ambtenaar Christopher Gibbs Mitchell en Kate Beatrice Dorothy Taplin. Hij genoot zijn opleiding aan het Queen's College in Taunton en aan het Jesus College, Cambridge-universiteit, waar hij natuurwetenschappen studeerde met als specialisatie biochemie.
Hij accepteerde in 1942 een onderzoekspost bij de faculteit biochemie te Cambridge en verkreeg zijn Ph.D.-graad begin 1951 voor werk naar de werking van penicilline. In 1955 werd hij door professor Michael Swann gevraagd om een biochemisch onderzoekseenheid, de Chemical Biology Unit genaamd, op te richten aan de faculteit zoölogie van de Universiteit van Edinburgh. Ziekte dwong hem zijn universitaire functie al in 1963 neer te leggen. In een gerenoveerd landhuis te Bodmin, dat werd gefinancierd door zijn broer Christopher John Mitchell, begon hij in zijn eigen laboratorium: de Glynn Research Foundation welke hij tot grote bloei wist te brengen.

## Werk
In de jaren 1960 stond het molecuul adenosinetrifosfaat (ATP) al bekend als de energie-eenheid van het leven, maar men dacht dat ATP werd gemaakt in de mitochondria via een mechanisme dat bekendstaat als substraatniveau fosforylering. De chemiosmotische theorie van Mitchell was de basis voor het begrip van het feitelijke proces: oxidatieve fosforylering. In die tijd was het biochemische mechanisme van de ATP-synthese door middel van oxidatieve fosforylering onbekend.
Mitchell realiseerde zich dat de beweging van ionen over een elektrochemische membraanpotentiaal de energie kon leveren die nodig was voor de synthese van ATP. Zijn hypothese was afgeleid uit informatie die algemeen bekend was in de jaren 1960. Hij wist dat levende cellen een membraanpotentiaal hebben. De beweging van geladen ionen over een membraan wordt dus beïnvloed door de elektrische krachten (aantrekking van positieve en negatieve ladingen). Deze beweging wordt ook beïnvloed door thermodynamische krachten, de neiging van stoffen om te diffunderen van gebieden met een hogere concentratie naar gebieden met een lagere concentratie. Hij ging ervan uit dat de ATP-synthese gekoppeld is met deze elektrochemische gradiënt.
Zijn chemiosmotische theorie werd bevestigd door de ontdekking van het enzym ATP-synthase, een aan het membraan gebonden eiwit dat de potentiële energie van de elektrochemische gradiënt gebruikt om ATP te maken. In 1978 kreeg Mitchell de Nobelprijs voor scheikunde. In 1981 kreeg Mitchell de Copley Medal.
1901: Van 't Hoff ·
1902: E. Fischer ·
1903: Arrhenius ·
1904: Ramsay ·
1905: Baeyer ·
1906: Moissan ·
1907: Buchner ·
1908: Rutherford ·
1909: Ostwald ·
1910: Wallach ·
1911: Curie ·
1912: Grignard, Sabatier ·
1913: Werner ·
1914: Richards ·
1915: Willstätter ·
1918: Haber ·
1920: Nernst ·
1921: Soddy ·
1922: Aston ·
1923: Pregl ·
1925: Zsigmondy ·
1926: Svedberg ·
1927: Wieland ·
1928: Windaus ·
1929: Harden, Euler-Chelpin ·
1930: H. Fischer · 
1931: Bosch, Bergius ·
1932: Langmuir ·
1934: Urey ·
1935: F. Joliot-Curie, I. Joliot-Curie ·
1936: Debye ·
1937: Haworth, Karrer ·
1938: Kuhn ·
1939: Butenandt, Ružička ·
1943: Hevesy · 
1944: Hahn ·
1945: Virtanen ·
1946: Sumner, Northrop, Stanley ·
1947: Robinson · 
1948: Tiselius · 
1949: Giauque ·
1950: Diels, Alder ·
1951: McMillan, Seaborg ·
1952: Martin, Synge ·
1953: Staudinger ·
1954: Pauling ·
1955: Vigneaud ·
1956: Hinshelwood, Semjonov ·
1957: Todd ·
1958: Sanger ·
1959: Heyrovský ·
1960: Libby ·
1961: Calvin ·
1962: Perutz, Kendrew ·
1963: Ziegler, Natta ·
1964: Hodgkin ·
1965: Woodward ·
1966: Mulliken ·
1967: Eigen, Norrish, Porter ·
1968: Onsager ·
1969: Barton, Hassel ·
1970: Leloir ·
1971: Herzberg ·
1972: Anfinsen, Moore, Stein · 
1973: E.O. Fischer, Wilkinson · 
1974: Flory ·
1975: Cornforth, Prelog ·
1976: Lipscomb ·
1977: Prigogine · 
1978: Mitchell ·
1979: Brown, Wittig ·
1980: Berg, Gilbert, Sanger ·
1981: Fukui, Hoffmann ·
1982: Klug ·
1983: Taube ·
1984: Merrifield ·
1985: Hauptman, Karle ·
1986: Herschbach, Lee, Polanyi ·
1987: Cram, Lehn, Pedersen ·
1988: Deisenhofer, Huber, Michel ·
1989: Altman, Cech ·
1990: Corey ·
1991: Ernst ·
1992: Marcus ·
1993: Mullis, Smith ·
1994: Olah ·
1995: Crutzen, Molina, Rowland ·
1996: Curl, Kroto, Smalley ·
1997: Boyer, Walker, Skou ·
1998: Kohn, Pople ·
1999: Zewail ·
2000: Heeger, MacDiarmid, Shirakawa ·
2001: Knowles, Noyori, Sharpless ·
2002: Fenn, Tanaka, Wüthrich ·
2003: Agre, MacKinnon ·
2004: Ciechanover, Hershko, Rose ·
2005: Grubbs, Schrock, Chauvin ·
2006: Kornberg ·
2007: Ertl ·
2008: Shimomura, Chalfie, Tsien ·
2009: Steitz, Yonath, Ramakrishnan ·
2010: Heck, Negishi, Suzuki ·
2011: Shechtman ·
2012: Kobilka, Lefkowitz ·
2013: Karplus, Levitt, Warshel ·
2014: Betzig, Hell, Moerner ·
2015: Lindahl, Modrich, Sancar ·
2016: Sauvage, Stoddart, Feringa ·
2017: Dubochet, Frank, Henderson · 
2018: Arnold, Winter, Smith ·   
2019: Goodenough, Whittingham, Yoshino ·
2020: Charpentier, Doudna ·
2021: List, MacMillan ·
2022: Bertozzi, Meldal, Sharpless ·
2023: Bawendi, Brus, Jekimov ·
2024: Baker, Hassabis, Jumper